# Árpád Bárány
Árpád Bárány (* 24. Juni 1931 in Budapest) ist ein ehemaliger ungarischer Degenfechter.

## Erfolge
Árpád Bárány wurde 1959 in Budapest mit der Mannschaft Weltmeister. 1957 in Paris und 1958 in Philadelphia belegte er mit der Mannschaft zudem den zweiten sowie 1963 in Danzig den dritten Rang. Zweimal nahm er an Olympischen Spielen teil: 1960 verpasste er in Rom als Viertplatzierter mit der Mannschaft knapp einen Medaillengewinn. Bei den Olympischen Spielen 1964 in Tokio zog er mit der ungarischen Equipe ins Gefecht um die Goldmedaille ein und wurde dank eines 8:3-Erfolgs über Italien mit István Kausz, Tamás Gábor, Zoltán Nemere und Győző Kulcsár somit Olympiasieger. 1958 gewann er die ungarischen Meisterschaften im Einzel, zudem wurde er dreimal ungarischer Meister mit der Mannschaft.